# Гамидов, Саид Гамидович
Саид Гамидович Гамидов (11 апреля 1995, Махачкала, Дагестан, Россия) —  российский борец вольного стиля.

## Спортивная карьера
В 2015 году стал победителем чемпионата мира и Европы среди юниоров. Но после соревнований 2016 года Саид Гамидов на один год отошел от борьбы, перестал тренироваться, были микротравмы. С 2017 года представляет Россию. В 2019 году стал серебряным призёром чемпионата России.

## Спортивные результаты

### За Азербайджан
- Чемпионат Европы среди кадетов 2012  — ;
- Первенство мира по борьбе среди юниоров 2015 — ;
- Чемпионат Азербайджана по борьбе 2015 — ;
- Первенство Европы по борьбе среди юниоров 2015 — ;
- Кубок мира по вольной борьбе 2016 — 5;
- Межконтинентальный Кубок 2019 —

### За Россию
- Чемпионат России по вольной борьбе 2018 года — ;
- Первенство мира среди молодёжи (до 23 лет) 2018 —
- Чемпионат России по вольной борьбе 2019 года — ;
- Турнир Дана Колова и Николы Петрова 2019 —  ;

## Личная жизнь
По национальности — даргинец. Является сыном видного общественного деятеля Гамида Гамидова. Дядя Абдусамад Гамидов — председатель правительства Республики Дагестан (2013—2018), другой дядя Сиражудин —  бывший борец, ныне депутат народного собрания Республики Дагестан.
В 2015 году окончил экономический факультета Дагестанского государственного университета, в 2018 году получил второе высшее образование окончив факультета государственного и муниципального управления Российского Государственного университета туризма и сервиса.
В 2022 году Региональное отделение Всероссийской политической партии «Гражданская инициатива» в Северной Осетии сформировало список кандидатов в депутаты парламента Северной Осетии, в партийный список включили Саида Гамидова.